# Лука Антоніні
Лука Антоніні (італ. Luca Antonini; нар. 4 серпня 1982, Мілан, Італія) — італійський футболіст, захисник, півзахисник клубу «Дженоа».
Чемпіон Італії. Володар Суперкубка Італії з футболу.

## Клубна кар'єра
Вихованець футбольної школи клубу «Мілан». Проте у дорослому футболі дебютував 2001 року виступами на умовах оренди за команду клубу «Прато», в якій провів один сезон, взявши участь у 26 матчах чемпіонату.
Згодом з 2002 по 2008 рік грав у складі команд клубів «Анкона», «Сампдорія», «Модена», «Пескара», «Ареццо», «Сієна» та «Емполі».
Своєю грою за останню команду привернув увагу представників тренерського штабу клубу «Мілан», до складу якого повернувся 2008 року і нарешті дебютував в іграх за основну команду. Відіграв за «россонері» наступні п'ять сезонів своєї ігрової кар'єри.
До складу клубу «Дженоа» приєднався 2013 року.

## Виступи за збірні
1999 року дебютував у складі юнацької збірної Італії, взяв участь у 5 іграх на юнацькому рівні.

## Титули і досягнення
- Чемпіон Італії: 2010–11
- Володар Суперкубка Італії з футболу: 2011